# Paramuricea hirsuta
Paramuricea hirsuta är en korallart som först beskrevs av Gray 1851.  Paramuricea hirsuta ingår i släktet Paramuricea och familjen Plexauridae. Inga underarter finns listade i Catalogue of Life.